# Sicherheitspolizei

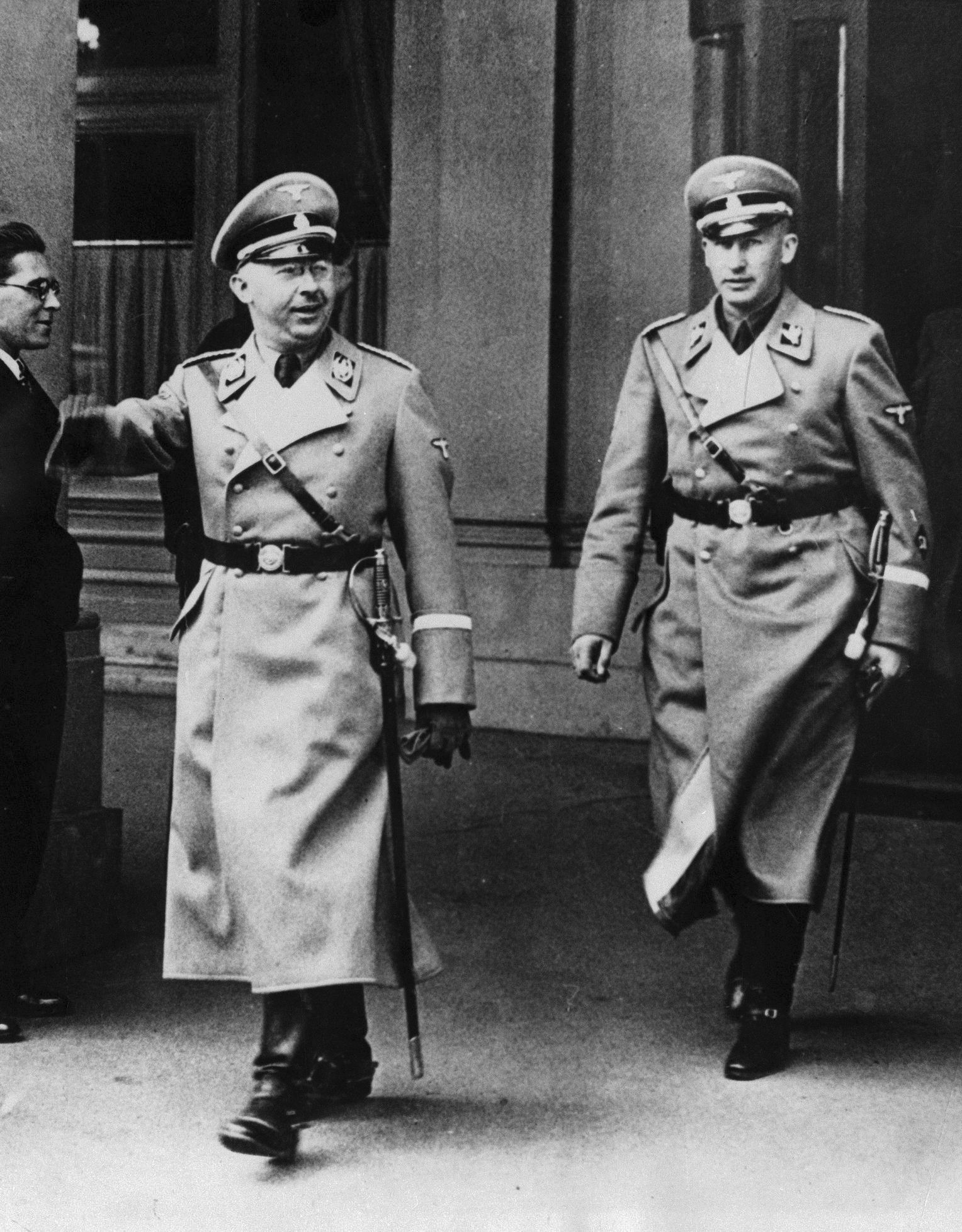
Heinrich Himmler i Reinhard Heydrich

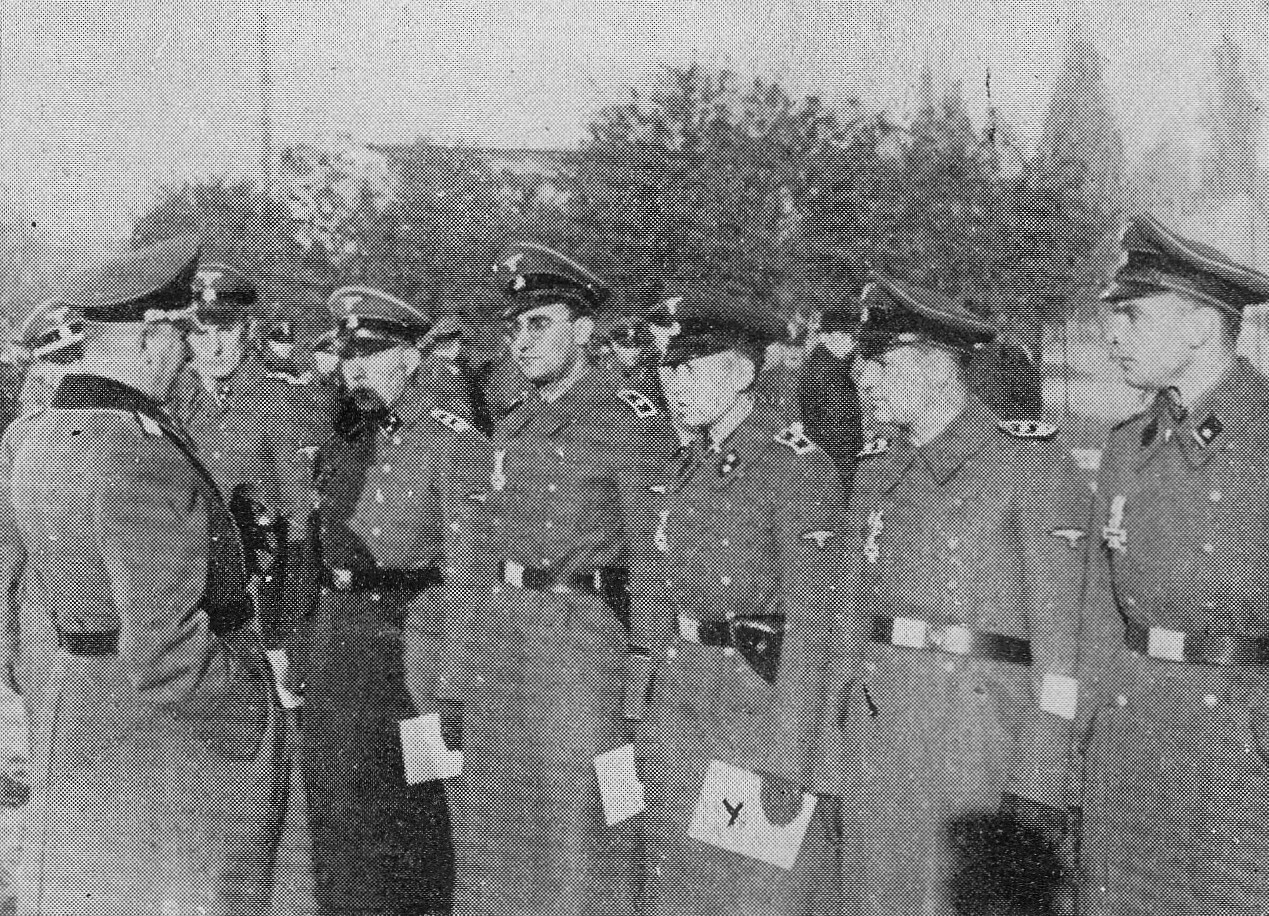
Funkcjonariusze Sicherheitspolizei pracujący przy al. Szucha 25 w Warszawie

Sicherheitspolizei (w skrócie SiPo, pol. Policja Bezpieczeństwa) – stosowane w III Rzeszy określenie połączonych Gestapo i Kripo, funkcjonujące w latach 1936-1939.
Nazwa powstała po tym jak Pruska Tajna Policja została włączona do SS, zaś zarówno Gestapo, jak i SD znalazły się pod wspólnym kierownictwem szefa tego ostatniego, Reinharda Heydricha.

## Sicherheitspolizei w Niemczech
W 1936, kiedy zostały utworzone Kriminalpolizei (Kripo) i Ordnungspolizei (Orpo), policja bezpieczeństwa znalazła się na czele hierarchii państwowej policji Rzeszy, znanej głównie ze skróconych nazw: SiPo, Kripo i Orpo.
Mimo wspólnego zarządu, między oboma służbami w ramach SiPo wielokrotnie dochodziło do sporów kompetencyjnych, głównie z powodu poglądów Heinricha Müllera, szefa Gestapo, uważającego kierownictwo SD za niekompetentne.
Powstanie RSHA w 1939 przyniosło koniec działalności Sipo w sensie organizacyjnym, choć nazwa ta była jeszcze długo w użytku, korzystali z niej miejscowi dowódcy noszący tytuł Inspektor Sicherheitspolizei und SD, odpowiedzialni zarówno przed RSHA, jak i miejscowymi Szefami SS i Policji. W dalszym ciągu dla personelu sił bezpieczeństwa (SD, Gestapo, Kripo i Orpo) na danym terenie istniało wspólne kierownictwo.
Po zakończeniu II wojny światowej pojęcie Sicherheitpolizei przetrwało na terenie NRD, będąc potoczną nazwą pewnych jednostek organizacyjnych tajnych służb wschodnioniemieckich.
Nazwą Sipo określano też niemiecką formację policyjną na Górnym Śląsku istniejącą od wiosny 1919 do 4 października 1920 roku.

## Sicherheitspolizei w Generalnym Gubernatorstwie

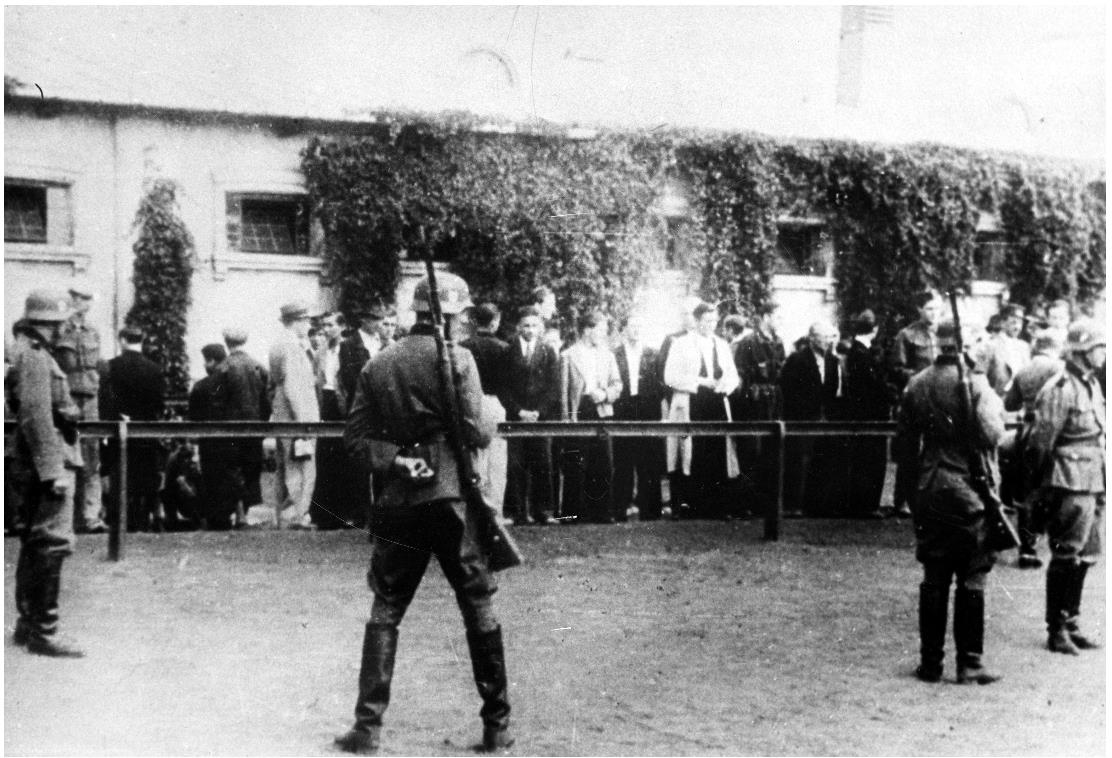
Cywile złapani podczas łapanki w obozie przejściowym na terenie dawnych koszar 1 Pułku Szwoleżerów Józefa Piłsudskiego w rejonie ulicy Szwoleżerów

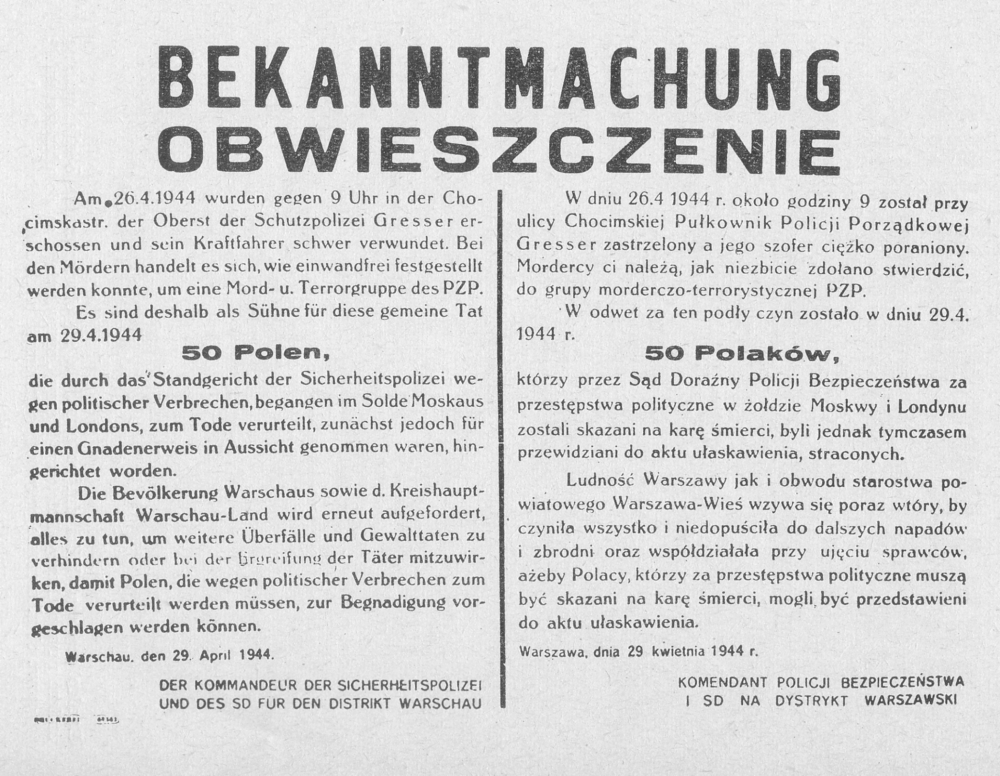
Obwieszczenie komendanta SiPo i SD w Warszawie

Sicherheitspolizei (SiPo, czyli Policja Bezpieczeństwa) i Sicherheitsdienst (SD, czyli Służba Bezpieczeństwa) stanowiły część sił bezpieczeństwa w GG.
W skład Policji Bezpieczeństwa wchodziły Policja Kryminalna (Kripo) oraz Geheime Staatspolizei Gestapo Tajna Policja Państwowa. SiPo i SD posiadały w Generalnym Gubernatorstwie wspólne dowództwo i liczyły w sumie ok. 2000 ludzi. Ich głównym zadaniem było planowanie i kontrola zbrodniczych zamierzeń władz Generalnego Gubernatorstwa, infiltrowanie i inwigilacja społeczeństwa polskiego, badanie jego bieżących nastrojów, nadzór nad imprezami kulturalnymi i kontrola nad Kościołem.
Dowodzącymi, komendantami Sipo (Sicherheitspolizei) i SD (Sicherheitsdienst) w GG byli kolejno: Bruno Streckenbach (23 października 1939 – 14 stycznia 1941), Eberhard Schöngarth (14 stycznia 1941 – 9 lipca 1943) i Walter Bierkamp (9 lipca 1943 – 17 stycznia 1945).
Zadania Gestapo koncentrowały się na ogóle spraw politycznych, zwalczaniu ruchu oporu, nadzorze nad gettami, sądami doraźnymi, udziale w wyniszczaniu biologicznym społeczeństwa, realizacji i inspirowaniu zbrodniczych planów nazistowskiej polityki rasowej oraz udziale w masowych przesiedleniach.
Gestapo stosowało różnorakie tortury i brutalne metody śledcze, aby wydobyć zeznania od aresztowanych w sieci więzień rozlokowanych w całym kraju, zwykle było to bicie pejczem, nahajem, kolbą od broni, przypalanie palnikiem, wieszanie głową w dół, tortury z użyciem prądu elektrycznego oraz inne podobne metody.
Zarówno metody policji, jak i organów bezpieczeństwa w Generalnym Gubernatorstwie w stosunku do ludności, charakteryzuje wypowiedź jednego z przedstawicieli niemieckiej administracji okupacyjnej („Ocena stosunków panujących w Generalnej Guberni” z czerwca 1943):
„Metody stosowane przez władze policyjne są bezwzględne, okrutne i niegodne człowieka. Obejmują one łapanie ludzi w domach, na ulicach, placach, w lokalach, rozstrzeliwanie i wieszanie bez wyboru i dochodzenia winy (zbiorowa odpowiedzialność), stosowanie katuszy dla wymuszenia zeznań albo materialnych korzyści, różne wyszukane fizyczne i duchowe udręki przy męczącej pracy i warunkach sanitarnych sprzyjających chorobom i śmierci. Wydaje się, że każdy pretekst jest dobry, by Polaka okaleczyć lub zniszczyć”.